# I bitwa pod Kałuszynem
Bitwa pod Kałuszynem – bitwa stoczona 17 lutego 1831 roku podczas powstania listopadowego.
W okolicach Kałuszyna polska dywizja generała Franciszka Żymirskiego, licząca 7 baonów, 8 szwadronów i 14 dział, toczyła opóźniające walki odwrotowe z przeważającymi siłami rosyjskimi tworzącymi przednią straż armii rosyjskiej Iwana Dybicza. Rosyjską awangardą dowodził generał Karl Wilhelm von Toll. W bitwie zarówno Polacy, jak i Rosjanie ponieśli niewielkie straty.